# Tìm kiếm Tài năng Úc
Tìm kiếm Tài năng Úc - Australia's Got Talent là một truyền hình thực tế chương trình tài năng của Úc. Chương trình dựa trên định dạng chuỗi  Got Talent bắt nguồn từ Vương quốc Anh của Simon Cowell.

## Giám khảo
| Mùa | Dẫn chương trình  | Giám khảo      | Giám khảo      | Giám khảo          | Giám khảo       | Kênh          |
| Mùa | Dẫn chương trình  | 1              | 2              | 3                  | 4               | Kênh          |
| --- | ----------------- | -------------- | -------------- | ------------------ | --------------- | ------------- |
| 1   | Grant Denyer      | Red Symons     | Dannii Minogue | Tom Burlinson      | No fourth judge | Seven Network |
| 2   | Grant Denyer      | Red Symons     | Dannii Minogue | Tom Burlinson      | No fourth judge | Seven Network |
| 3   | Grant Denyer      | Red Symons     | Dannii Minogue | Tom Burlinson      | No fourth judge | Seven Network |
| 4   | Grant Denyer      | Brian McFadden | Dannii Minogue | Kyle Sandilands    | No fourth judge | Seven Network |
| 5   | Grant Denyer      | Brian McFadden | Dannii Minogue | Kyle Sandilands    | No fourth judge | Seven Network |
| 6   | Grant Denyer      | Brian McFadden | Dannii Minogue | Kyle Sandilands    | No fourth judge | Seven Network |
| 7   | Julia Morris      | Dawn French    | Timomatic      | Geri Halliwell     | Kyle Sandilands | Nine Network  |
| 8   | King Social       | Matt McLaren   | Sisters Doll   | Dave Hughes        | Eddie Perfect   | Nine Network  |
| 9   | Ricki-Lee Coulter | Shane Jacobson | Lucy Durack    | Nicole Scherzinger | Manu Feildel    | Seven Network |

## Phát sóng
| Mùa | Kênh          | Tập đầu             | Tập cuối            | Số tập |
| --- | ------------- | ------------------- | ------------------- | ------ |
| 1   | Seven Network | 18 tháng 2 năm 2007 | 28 tháng 4 năm 2007 | 11     |
| 2   | Seven Network | 29 tháng 4, 2008    | 29 tháng 5, 2008    | 10     |
| 3   | Seven Network | 4 tháng 2, 2009     | 22 tháng 4, 2009    | 12     |
| 4   | Seven Network | 13 tháng 4, 2010    | 15 tháng 6 năm 2010 | 10     |
| 5   | Seven Network | 3 tháng 5, 2011     | 2 tháng 8, 2011     | 18     |
| 6   | Seven Network | 16 tháng 4, 2012    | 25 tháng 7 năm 2012 | 21     |
| 7   | Nine Network  | 11 tháng 8, 2013    | 10 tháng 11, 2013   | 14     |
| 8   | Nine Network  | 1 tháng 2 năm 2016  | 16 tháng 4 năm 2016 | 13     |
| 9   | Seven Network | 28 tháng 7, 2019    | 22 tháng 9, 2019    | 13     |

## Mùa giải

### Mùa 1 (2007)
Mùa đầu tiên của Australia's Got Talent được công chiếu trên kênh Seven Network vào ngày 18 tháng 2 năm 2007. Các giám khảo là Dannii Minogue, Tom Burlinson và Red Symons. Ca sĩ Bonnie Anderson đã trở thành quán quân mùa đầu tiên vào ngày 28 tháng 4 năm 2007, tiếp theo là Herb Patten về đích ở vị trí á quân.

### Mùa 2 (2008)
Mùa thứ hai của Australia's Got Talent bắt đầu phát sóng vào ngày 29 tháng 4 năm 2008 và kết thúc phát sóng vào ngày 1 tháng 7.  Minogue, Burlinson và Symons đều trở lại với tư cách là giám khảo.  Người chiến thắng là tay chơi guitar Joe Robinson, với Jourdain là người về nhì.

### Mùa 3 (2009)
Các cuộc casting cho mùa thứ ba bắt đầu vào cuối năm 2008 và những thí sinh thành công trong vòng casting này đã được thông báo vào tháng 12 năm 2008. Quá trình quay bắt đầu vào ngày 15 tháng 1 năm 2009.
Người chiến thắng là Mark Vincent vào ngày 22 tháng 4 năm 2009. Trong khi Jal Joshua trở thành á quân.

### Mùa 4 (2010)
Mùa thứ tư của Australia's Got Talent trở lại vào ngày 13 tháng 4 năm 2010. Grant Denyer tiếp tục là người dẫn chương trình, Kyle Sandilands và Brian McFadden tham gia cùng Dannii Minogue trong ban giám khảo thay thế cho Red Symons và Tom Burlinson.
Chương trình đã được cải tiến để trông giống Britain's Got Talent hơn, về mặt hình dạng của sân khấu là chữ "X" đã được sử dụng. Phần mở đầu cũng được thay đổi để trông giống với phần mở đầu của Britain's Got Talent. Trước đây, phần mở đầu của Australia's Got Talent chỉ đơn giản là một màn trình diễn tiêu đề. Chương trình trực tiếp bắt đầu vào ngày 11 tháng 5 năm 2010 và kết thúc vào ngày 15 tháng 6 năm 2010, nơi mà đoàn múa Justice Crew đã là những người chiến thắng. với giải thưởng lên đến $250,000. Cameron Henderson được vị trí á quân.

### Mùa 5 (2011)
Mùa thứ năm của Australia's Got Talent trở lại vào ngày 3 tháng 5 năm 2011. Tất cả các giám khảo (Dannii Minogue, Kyle Sandilands và Brian McFadden) đã trở lại cho mùa giải, bao gồm cả người dẫn chương trình Grant Denyer. Buổi casting diễn ra khắp nước Úc. Các tiết mục thành công từ buổi casting sau đó được tham gia Australia's Got Talent vào ngày 19 tháng 2 năm 2011, sau đó chuyển vị trị cuộc thi lại tại Melbourne từ ngày 25 tháng 2 năm 2011. Và họ tiếp tục chuyển cuộc thi lại Sydney vào ngày 12–13 tháng 3 năm 2011, và kết thúc tại Perth vào ngày 20 tháng 3 năm 2011.
Quán quân là ca sĩ 14 tuổi Jack Vidgen.

### Mùa 6 (2012)
Các cuộc casting bắt đầu vào tháng 10 năm 2011 và kết thúc vào tháng 12 năm 2011. Phần thứ sáu được phát sóng trên Seven Network từ ngày 16 tháng 4 năm 2012 đến ngày 25 tháng 7 năm 2012. Một lần nữa, Dannii Minogue, Kyle Sandilands và Brian McFadden trở lại làm giám khảo và Grant Denyer trở lại với tư cách người dẫn chương trình.
Người chiến thắng là ca sĩ Andrew de Silva với ban nhạc rock đồng quê, The Wolfe Brothers trở thành á quân.

### Mùa 7 (2013)
Các cuộc casting bắt đầu vào tháng 3 năm 2013 và kết thúc vào tháng 6 năm 2013. Phần thứ bảy được phát sóng trên [Nine Network] vào năm 2013. Kyle Sandilands trở lại hội đồng giám khảo, trong khi Dannii Minogue và Brian McFadden được thay thế bởi ba giám khảo mới Geri Halliwell, Dawn French và Timomatic là giám khảo thứ tư bổ sung. Người dẫn chương trình là Julia Morris thay thế Grant Denyer. Người chiến thắng là ban nhạc "Funk/Soul/Jazz/Reggae", Uncle Jed, với ban nhạc Greg Gould và The Chase trở thành á quân 1 và 2.

### Mùa 8 (2016)
Vào ngày 8 tháng 7 năm 2015, Nine thông báo rằng chương trình sẽ trở lại vào năm 2016 với mùa thứ tám.  Vào thứ Hai ngày 4 tháng 1, đã có thông báo rằng Phần tám sẽ diễn ra vào thứ 2 ngày 1 tháng 2 năm 2016. Đây là mùa thứ hai được phát sóng trên Nine Network. Các buổi casting được mở vào tháng 9 và tháng 10 năm 2015. Vào ngày 28 tháng 10 năm 2015, có thông báo rằng Sandilands, Halliwell, French và Timomatic đã được thay thế bằng một ban giám khảo mới, họ là Ian "Dicko" Dickson, Sophie Monk, Kelly Osbourne và Eddie Perfect. Dẫn chương trình là Golden Buzzer. Chương trình được công chiếu vào ngày 1 tháng 2 năm 2016 và kết thúc vào ngày 14 tháng 3 năm 2016. Người chiến thắng của mùa giải này là Fletcher Pilon.

### Mùa 9 (2019)
Vào tháng 12 năm 2018, Seven Network đã thông báo rằng loạt chương trình sẽ trở lại vào năm 2019 với hệ thống mạng của họ trong mùa thứ chín, sau ba năm gián đoạn. Vào tháng 5 năm 2019, Seven Network đã công bố Nicole Scherzinger, Shane Jacobson, Manu Feildel và Lucy Durack là giám khảo của Australia's Got Talent mùa 9, và Ricki-Lee Coulter với tư cách là người dẫn chương trình. Mùa giải diễn ra từ ngày 28 tháng 7 đến ngày 22 tháng 9 năm 2019.
Người chiến thắng trong mùa giải là vũ công múa cột Kristy Sellars.
Toàn bộ chung kết phần 9 được quay lại từ trước đó, sau đó mới phát sóng.

### Mùa 10 (2022)
Vào tháng 6 năm 2021, Seven Network đã công bố một ban giám khảo hoàn toàn mới (ngoại trừ Shane Jacobson), giờ sẽ bao gồm Kate Ritchie, Alesha Dixon và diễn viên người Mỹ Neil Patrick Harris, dự kiến sẽ tái khởi động chương trình vào năm 2022. Dù vậy do các hạn chế COVID-19 trong năm 2021-2021 ở Sydney, mùa giải đã bị hoãn lại đến năm 2022.
Seven Network sau đó xác nhận Australia's Got Talent mùa 9 sẽ được sản xuất và phát sóng trong tương lai, có thể là năm 2022.